# Babylon 5
Babylon 5 är en science fiction-TV-serie skapad, producerad och skriven av J. Michael Straczynski (JMS). Babylon 5 är också namnet på seriens åtta kilometer långa rymdstation som byggts i neutral rymd som mötesplats för representanter för olika världar. Serien visades i amerikansk TV 1993–1998, och har i Sverige visats av Kanal 5 och TV4 Science Fiction.

## Handling
Serien utspelar sig mellan åren 2258 och 2263, hundra år efter att människan börjar kolonisera rymden, och byggt upp mer än 24 kolonier på olika planeter i 14 olika solsystem. Handlingen är förlagd till en stor rymdstation, Babylon 5, som är åtta kilometer lång och inhyser 250.000 humanoider, de allra flesta människor (58%), men även 14 olika raser av utomjordingar. Stationen är byggd av Jordalliansen, som är namnet för ett presidentsystem som består av Jorden och ett antal kolonier på andra planeter. Babylon 5 ligger strax utanför Jordalliansens rymd, och är avsedd att vara en neutral plats där representanter för Jordalliansen och andra civilisationer kan mötas och verka för fred. De viktigaste ambassadörerna representerar Minbari, Centauriska republiken, Narn och Vorlonernas hemvärld. Fredstanken går dock snart förlorad, och de politiska intrigerna växer till en kamp som hotar att förgöra samtliga civilisationer.

## Produktionen
Serien producerades i fem säsonger om 22 avsnitt, och har en övergripande handling som sträcker sig över hela tiden. Serien var från början planerad som en roman i TV-format, med början och klart definierat slut. Hela ramhistorien var förutbestämd innan produktionen började, och denna berättelse framskrider bitvis under seriens gång. Detta uppnåddes genom att Straczynski dels var producent, dels skrev stora delar av serien själv, medan enskilda avsnitt kunde skrivas av andra författare.
Produktionsförhållanden påverkade dock planen, dels genom att skådespelare hoppade av serien, dels genom att det betraktades som nästan säkert att serien inte skulle bli förnyad efter fjärde säsongen. Detta gjorde att man forcerade historien till ett slut innan detta, och den femte säsong som trots detta kom att produceras betraktas av många som den svagaste.
Straczynskis ambition var att producera en serie med så få tekniska misstag som möjligt. För att åstadkomma detta tog man in Harlan Ellison som teknisk rådgivare. Ramberättelsen gjorde det möjligt att planera produktionen i hög grad, och kostnaderna kunde därför hållas låga. Serien var också en av de första som i hög utsträckning använde sig av datorgenererad grafik för sina specialeffekter.

## Viktiga rollfigurer i serien
- befälhavaren Jeffrey Sinclair (Michael O'Hare) – Stationens första befälhavare var långt ifrån högst på listan för jobbet, men Minbaris religiösa kast insisterade på att han tog jobbet. Varför är ett pågående mysterium under Säsong 1. Han hade en flickvän, Catherine Sakai, som man får se under säsong 1, där de berättar att de ska gifta sig precis innan Sinclair blir återkallad.
- befälhavaren John Sheridan (Bruce Boxleitner) – Tar befäl över stationen efter Sinclair blir återkallad till jorden. Under det stora kriget mellan människorna och Minbari var Sheridans kryssare Lexington det enda skeppet som lyckades slå ut ett Minbariskepp. Detta har gjort Minbari och i synnerhet krigarkasten misstänksamma mot honom. Har också varit i befäl på Station Io och jagaren Agamemnon.
- säkerhetschef Michael Garibaldi (Jerry Doyle) – Sinclairs bäste vän och chef för Security, är stationens polis. Har haft alkoholproblem, gillar mc och till Delenns förvåning att titta på tecknade serier, speciellt Daffy Duck.
- kapten Susan Ivanova (Claudia Christian) Kapten Ivanova är Sinclairs, och senare Sheridans, sekond, och var i befäl i fem dagar från Sinclairs återkallning tills det att Sheridan kom fram. Hon har problem med ilska och kärlek, och hatar Psi Corps (en sorts myndighet för kontroll av telepater) för att de tog livet av hennes mamma.
- chefsläkaren Stephen Franklin (Richard Biggs) – Stationens doktor jobbar för en sak – att rädda liv, människa eller utomjording, vän eller fiende. Är beredd att gå utanför reglerna för att göra detta. Han liftade på rymdskepp under tre år och bytte sina läkartjänster för fri resa, och har därför erfarenhet med många olika raser.
- telepat Talia Winters (Andrea Thompson) – Stationens telepat har nivå P5, vilket betyder att hon kan läsa djupa tankar, men måste vara nära den personen för att kunna känna tankarna. Hon har växt upp med Psi Corps, och har därför anammat deras propaganda. Kapten Ivanova var den första som fick henne att inse att de var onda.
- Minbaris ambassadör Delenn (Mira Furlan) – Minbari-ambassadören på stationen är egentligen en medlem i Grey Council, Minbaris ledare. Anledningen till att hon gömde sig på Babylon 5 var att studera människor efter upptäckten att vissa människor har Minbarisjälar. I slutet av säsong 1 gick Delenn in i en sorts puppa (kallad Chrysalis) som gör att hon kommer ut som en bisarr hybrid mellan människa och Minbari.
- Narns ambassadör G'Kar (Andreas Katsulas) och hans assistent Na'toth.
- Centauris ambassadör Londo Mollari (Peter Jurasik) – Ambassadör för den Centauriska republiken. Han och ambassadör G'Kar från Narn, bråkar jämt och ständigt med varandra eftersom båda vill ha rätt om att sin egen åsikt är rättvis. Dessa åsikter är om kriget mellan Narnerna och Centaurerna, som belägrade Narnernas hemplanet. Londo är en "god" vän med säkerhetschefen Michael Garibaldi. Londos assistent Vir Cotto får göra allt slitgöra och ibland till och med vara ambassadör istället för Londo.

## Tecknad serie
När serietidningen Babylon 5 släpptes av DC Comics var den tänkt som ett komplement till TV-serien och förtydligade och utvecklade vissa aspekter av de TV-avsnitt som just då sändes. Att det var just DC Comics som släppte tidningen beror på att förlaget ägs av Warner Bros, som ju även producerade TV-serien. Tidningen skrevs av TV-seriens skapare J. Michael Straczynski, idag uppburen serieförfattare på bl.a. "Spider-Man", men då bara en manusförfattare för TV som tog sina första stapplande steg i ett nytt medium. Totalt blev det 11 nummer innan tidningen lades ner 1995, efter knappt ett år.
Straczynski tilläts återkomma till "Babylon 5" i serieform med en trenummers miniserie, Babylon 5: In Valen's Name 1998. Sedan dess har det talats om en ny serieroman för Wildstorm, men så länge Straczynski har ett exklusivitetskontrakt med Marvel Comics lär det dröja innan den ser dagens ljus.

### Utgivning
- Babylon 5 nr 1–11, DC Comics, 1994–95
- Babylon 5: In Valen's Name nr 1–3, DC Comics, 1998

## Böcker
Totalt har 18 böcker och 3 noveliseringar av TV-filmer givits ut som utspelar sig i Babylon 5-universumet. De första 9 böckerna som gavs ut har karaktären av att vara fristående avsnitt som utspelar sig parallellt med TV-serien. Senare har även 3 stycken trilogier givits ut på varsitt tema. Dessa utspelar sig före, under och efter TV-serien.
- Technomages-trilogin författad av Jeanne Cavelos utspelar sig främst under och strax efter Shadowkriget.
- Centauri-trilogin författad av Peter David följer Londo Molaris och Vir Cottos öden och utspelar sig till stor del efter Babylon 5 säsong 5 men samtidigt som spinoff-serien Crusade.
- Psi corp-trilogin författad av Gregory Keyes utspelar sig från tiden när telepater först dyker upp på jorden och följer sedan rollfiguren Alfred Bester (i TV-serien spelad av Walter Koenig) från TV-seriens liv och öde.